# Igreja de São Miguel de Nevogilde

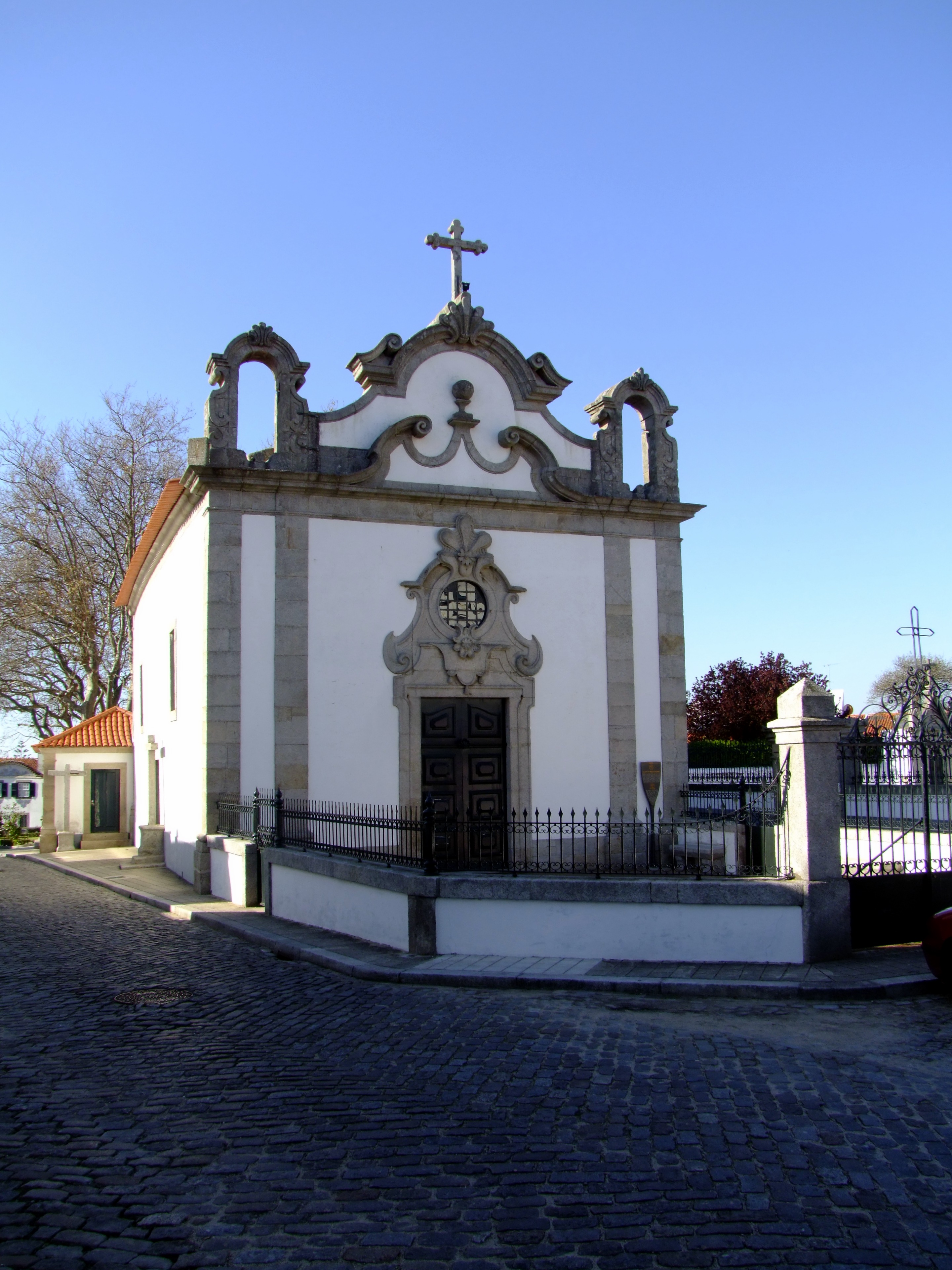
Igreja de São Miguel de Nevogilde

Die Igreja de São Miguel de Nevogilde ist eine römisch-katholische Kirche im Stadtteil Nevogilde der portugiesischen Stadt Porto.
Die Kirche wurde im 18. Jahrhundert errichtet, als das Dorf Nevogilde noch wenige Einwohner hatte und überwiegend landwirtschaftlich geprägt war.
Die kleine einschiffige Kirche mit Chor folgt barocker Gestaltung. Die Fassade verwendet einfache klar formulierte Elemente, die jedoch den Überschwang des Barroco Joanino erkennen lassen. 